# Pasar Masurai
Pasar Masurai is een bestuurslaag in het regentschap Merangin van de provincie Jambi, Indonesië. Pasar Masurai telt 503 inwoners (volkstelling 2010).